# San Lázaro (San Cristóbal de La Laguna)
San Lázaro es una de las entidades de población que forman el municipio de San Cristóbal de La Laguna, en la isla de Tenerife —Canarias, España—.
Administrativamente se incluye en la Zona 1 del municipio.

## Geografía
Está situado a 1 kilómetro al oeste del centro municipal, a una altitud media de 608 m s. n. m. entre los llanos de Los Rodeos y las estribaciones montañosas que cierran la vega de La Laguna por el oeste.
San Lázaro cuenta con varias plazas públicas, parques infantiles, dos iglesias y una ermita, un centro comercial, instalaciones deportivas —campo municipal de fútbol El Coromoto y polideportivo municipal San Lázaro—, con el centro de enseñanza CEIP Camino La Villa, así como con un cuartel de la Guardia Civil y un parque de bomberos. En San Lázaro se ubican también las instalaciones del aeropuerto de Los Rodeos.

## Demografía
Variación demográfica de San Lázaro (2000-presente)
| Año  | Hombres | Mujeres | Población total |
| ---- | ------- | ------- | --------------- |
| 2022 | 2.902   | 3.078   | 5.980           |
| 2021 | 2.911   | 3.098   | 6.009           |
| 2020 | 2.953   | 3.115   | 6.068           |
| 2019 | 2.906   | 3.065   | 5.971           |
| 2018 | 2.843   | 3.013   | 5.856           |
| 2017 | 2.844   | 3.027   | 5.871           |
| 2016 | 2.816   | 2.960   | 5.776           |
| 2015 | 2.921   | 3.076   | 5.997           |
| 2014 | 2.936   | 3.054   | 5.990           |
| 2013 | 2.852   | 2.985   | 5.837           |
| 2012 | 2.832   | 2.946   | 5.778           |
| 2011 | 2.835   | 2.952   | 5.787           |
| 2010 | 2.821   | 2.910   | 5.731           |
| 2009 | 2.768   | 2.871   | 5.639           |
| 2008 | 2.699   | 2.794   | 5.493           |
| 2007 | 2.612   | 2.645   | 5.257           |
| 2006 | 2.624   | 2.656   | 5.280           |
| 2005 | 2.577   | 2.592   | 5.169           |
| 2004 | 2.503   | 2.562   | 5.065           |
| 2003 | 2.462   | 2.488   | 4.950           |
| 2002 | 2.431   | 2.423   | 4.854           |
| 2001 | 2.327   | 2.344   | 4.671           |
| 2000 | 2.213   | 2.238   | 4.451           |

## Fiestas
En San Lázaro se celebran fiestas en honor a la Virgen de Candelaria en el mes de agosto, llevándose a cabo diversos actos religiosos y populares, como la tradicional procesión acompañada de la Venerable Hermandad Sacramental de San Lázaro y Cofradía Penitencial del Santísimo Cristo del Calvario y María Santísima de los Dolores.

## Comunicaciones
Se llega al barrio principalmente a través de la Autopista del Norte TF-5 o de la Carretera General del Norte TF-152.

### Transporte público
En autobús —guagua— queda conectado mediante las siguientes líneas de TITSA: 
| Línea | Trayecto                                                                 | Recorrido     |
| ----- | ------------------------------------------------------------------------ | ------------- |
| 011   | La Laguna - El Sauzal (por c/ El Calvario de Tacoronte)                  | Horario/Línea |
| 012   | La Laguna - El Sauzal (por zona centro de Tacoronte)                     | Horario/Línea |
| 052   | La Laguna - Las Toscas (por El Socorro)                                  | Horario/Línea |
| 054   | La Laguna - Ravelo (por Agua García)                                     | Horario/Línea |
| 057   | Circular La Laguna - Tejina - Tacoronte - La Laguna                      | Horario/Línea |
| 101   | Santa Cruz - Puerto de la Cruz (por Carretera General)                   | Horario/Línea |
| 102   | Santa Cruz - Aeropuerto Norte - Puerto de la Cruz (exprés)               | Horario/Línea |
| 107   | Santa Cruz - Buenavista (por Aeropuerto Norte)                           | Horario/Línea |
| 108   | Santa Cruz - Icod de los Vinos (por Aeropuerto Norte)                    | Horario/Línea |
| 203   | La Laguna - S. Lázaro - Tornero - Gavias - San Benito - Trinidad         | Horario/Línea |
| 224   | La Laguna - Valle de Guerra - Tejina por El Boquerón - Punta del Hidalgo | Horario/Línea |
| 253   | La Laguna - Guamasa - Garimba                                            | Horario/Línea |
| 343   | Puerto de la Cruz - Los Cristianos (por Aeropuerto Norte y Sur) (exprés) | Horario/Línea |

## Lugares de interés
- Aeropuerto de Los Rodeos
- Iglesia de San Lázaro (BIC)
- Calvario de San Lázaro
- Centro comercial Multicentro Los Venezolanos